# Casa de Amsberg
La Casa de Amsberg es el nombre de una familia noble alemana de Mecklenburg, la línea principal de la que también forma parte la Casa Real de los Países Bajos. Descendiente de un herrero, sus miembros aprobaron la partícula "von" en 1795 y su derecho a utilizar este nombre fue confirmado por el Gran Ducado de Mecklemburgo-Schwerin en 1891. Por este permiso, la familia se convirtió en parte de la nobleza sin título inferior del Gran Ducado de Mecklemburgo-Schwerin.
Los miembros de la familia viven en los Países Bajos y en el norte de Alemania. Su miembro más notable es el rey Guillermo Alejandro de los Países Bajos.

## Historia
La línea se remonta a Jürgen Amtsberg (1686), maestro herrero en el pueblo de Schwichtenberg cerca de Borrentin, entonces parte de la Pomerania sueca. Los Amsbergs fueron plebeyos al principio y la preposición fue utilizada probablemente para significar a la familia a partir del nombre de sus padres, en lugar de por el nombre del lugar del que se originó. Un miembro notable era su hijo Philipp August von Amsberg (1788-1871), quien inició la creación del ferrocarril del Ducado de Brunswick y lo inauguró en 1838. La familia recibió la aprobación oficial para celebrar el título nobiliario por decreto del Gran Ducado de Mecklemburgo-Schwerin en 1891.
El 10 de marzo de 1966 Claus von Amsberg se casó con la heredera al trono holandés, la princesa Beatriz de Orange-Nassau, princesa de Lippe-Biesterfeld, y desde 1980 hasta su muerte en 2002 fue príncipe consorte de la Realeza de los Países Bajos. Él es el padre de Guillermo Alejandro de los Países Bajos, actual rey de este país, y Jonkheer van Amsberg. 
En 2001 se estableció por decreto que los niños nacidos en el matrimonio del príncipe Constantijn celebrarán el título nobiliario hereditario y conde honorífico (Condesa). En 2004 se estableció la misma reglamentación para el príncipe Friso y los niños nacidos en su matrimonio. Cuando Guillermo Alejandro se convirtió en rey en 2013, la Casa de Amsberg se convirtió en la Casa gobernante de los Países Bajos. 
Varios miembros de la familia, en su mayoría descendientes de Philipp August von Amsberg y el Príncipe Claus, tío abuelo del general Joachim von Amsberg (1869-1945), todavía viven en el norte de Alemania.
La rama neerlandesa de la familia, es decir, del Príncipe Claus, el ex Claus von Amsberg, tienen algunos antepasados holandeses-flamencos lejanos que salieron de los Países Bajos durante el dominio español, como la familia de comerciantes de Berenberg y otras familias provenientes de Amberes.
Otros miembros de la familia notables incluyen al coronel Joachim von Amsberg y al banquero Joachim von Amsberg.